# Danemark au Concours Eurovision de la chanson 2011
Le Danemark a participé au Concours Eurovision de la chanson 2011 à Düsseldorf. Le pays a sélectionné son candidat grâce à une sélection nationale, le Dansk Melodi Grand Prix 2011 (Le Grand Prix de la chanson danoise), organisé par DR, le diffuseur danois.

## Dansk Melodi Grand Prix 2011
Moins d'une semaine après la fin du Concours Eurovision de la chanson 2010, le diffuseur danois (Danmarks Radio) a commencé sa préparation pour l'édition 2011 du Dansk Melodi Grand Prix. Comme pour les années précédentes, la sélection a eu lieu en une seule soirée. Les artistes ont pu envoyer leur chanson jusqu'au 27 septembre 2010. Les participants de la sélection nationale doivent avoir la citoyenneté danoise ou avoir de fortes relations avec le Danemark. Pour cette édition, il n'y a aucune restriction sur les langues pour les chansons.
Un jury préliminaire ont sélectionné six chansons pour la sélection nationale tandis que quatre chansons ont été ajoutées par le diffuseur.
Le 27 septembre, Danmarks Radio a annoncé que 663 chansons ont été envoyées à la chaîne, ce qui constitue 101 chansons de plus que l'édition 2010.
Le 15 octobre, le diffuseur a annoncé que la finale nationale du concours aura lieu le 26 février au Ballerup Super Arena à Copenhague, puis le 11 décembre que Felix Smith et Lise Rønne présenteront l'émission.
La télévision danoise a annoncé le 3 février les 10 qualifiés pour la sélection nationale 2011.
| # | Artiste              | Chanson                    | Auteur (a) / Compositeur (c)                                          |
| - | -------------------- | -------------------------- | --------------------------------------------------------------------- |
|   | Lee Hutton           | « Hollywood Girl »         | Matilde Kühl, Sune Haansbæk, Ian Mack                                 |
|   | Sine Vig Kjærgaard   | « You'll Get Me Through »  | Henrik Janson, Hanif Sabzevari                                        |
|   | Le Freak             | « 25 Hours a Day »         | Erik Bernholm, Henrik Sethsson, Thomas G:son                          |
|   | Kat & Justin Hopkins | « Black And Blue »         | Patric Johnson, Joakim Övrenius, Justin Hopkins                       |
|   | Christopher Brandt   | « Emma »                   | Christopher Brandt, Sisse Søby                                        |
|   | A Friend In London   | « New Tomorrow »           | Lise Cabble, Jakob Glæsner                                            |
|   | Jeffrey              | « Drømmen »                | Jeffrey, Lasse Lindorff, Svend Gudiksen, Daniel Fält, Kim Nowak-Zorde |
|   | Anna Noa             | « Sleepless »              | John Gordon, Lene Dissing, Peter Bjørnskov                            |
|   | Stine Kinck          | « Hvad Hjertet Lever Af »  | Pharfar, Rasmus Allin, Fresh-I, Stine Kinck                           |
|   | Jenny Berggren       | « Let Your Heart Be Mine » | Jeppe Federspel, Thomas G:son                                         |

## À l'Eurovision
Le Danemark participera dans la seconde demi-finale du Concours, le 12 mai 2011.